# Justus Vermeer
Justus Vermeer (Utrecht, december 1696 - aldaar, 11 mei 1745) was een Nederlandse gereformeerde theoloog. Vermeer was rechtsgeleerde, maar verkreeg zijn grootste bekendheid door zijn uitgaven op theologisch gebied. Zijn geschriften hebben heden ten dage nog steeds invloed in bevindelijk gereformeerde kringen.
De ongetrouwde Vermeer was van 1732 tot zijn dood in 1745 ouderling in de Nederduits Gereformeerde Kerk van Utrecht. Hij begon met het organiseren van oefeningen in zijn huis, om met een groepje gelijkgezinden de catechismus te behandelen. In 1742 overkwam Vermeer een ongeval met een paard en wagen. Als gevolg daarvan stief hij enkele jaren later op 48-jarige leeftijd.
De oefeningen van Justus Vermeer werden na zijn dood in drie delen uitgegeven en beleefden talloze herdrukken. Tot in deze tijd worden ze gelezen en uitgegeven. De laatste uitgave dateert van 2004.

## Trivia
- Henri Kersten kreeg de verzamelde oefeningen van Justus Vermeer cadeau voor zijn 12e verjaardag in 1894.
- De laatste leespreek die Leen Potappel las was een preek van Justus Vermeer over zondag 4 'de straf op de zonde'. Nog geen week later verdronk Potappel tijdens de watersnoodramp van 1953.